# Giulia passione

Logo della serie

Giulia passione (Imagine) è una serie di videogiochi di simulazione della Ubisoft per Nintendo DS destinata specialmente a ragazze, e prodotta dal 2007 al 2013. Alcuni titoli sono disponibili per le console Nintendo 3DS, PSP e Wii.
In una recensione sul sito IGN, Joshua Clark ha affermato che i giochi di Imagine variano notevolmente in termini di qualità, descrivendo alcuni come «incassi noiosi e senz'anima che non hanno altro scopo se non quello di trarre vantaggio finanziario da ragazze adolescenti disinformate», e altri come «successi a sorpresa che si sono rivelati dannatamente buoni.»

## Videogiochi
| Pubblicazione | Titolo originale                                                             | Titolo italiano                             |
| ------------- | ---------------------------------------------------------------------------- | ------------------------------------------- |
| 2007          | Imagine: Master ChefImagine: Happy Cooking (Europa)                          | Giulia passione Cucina                      |
| 2007          | Imagine: Fashion Designer                                                    | Giulia passione Stilista                    |
| 2007          | Imagine: Animal DoctorImagine: Pet Vet (Europa)                              | Giulia passione Veterinaria                 |
| 2007          | Imagine: BabyzImagine: Babies (PAL)                                          | Giulia passione Baby Sitter                 |
| 2008          | Imagine: Figure Skater                                                       | Giulia passione Pattinaggio                 |
| 2008          | Imagine: Rock StarImagine: Girls Band (Australia)Imagine: Girl Band (Europa) | Giulia passione Pop Star                    |
| 2008          | Imagine: Teacher                                                             | Giulia passione Maestra                     |
| 2008          | My Secret World by Imagine                                                   | Giulia passione Amiche & Segreti            |
| 2008          | Imagine: BabysittersImagine: Baby Club (Europa)                              | Giulia passione Baby Club                   |
| 2008          | Imagine: Modern DancerEner-G Dance Squad (Nord America)                      | Giulia passione Danza Moderna               |
| 2008          | Imagine: Fashion Designer New YorkImagine: Fashion Model (Europa)            | Giulia passione Top Model                   |
| 2008          | Imagine: Champion Rider                                                      | Giulia passione Equitazione                 |
| 2008          | Imagine: Pet Hospital                                                        | Giulia passione Clinica Veterinaria         |
| 2008          | Imagine: Interior Designer                                                   | Giulia passione Arredatrice                 |
| 2008          | Imagine: Wedding DesignerImagine: Dream Weddings (Europa)                    | Giulia passione Matrimonio da Sogno         |
| 2008          | Imagine: Party Babyz                                                         | ?                                           |
| 2008          | Imagine: Ballet StarImagine: Ballet Dancer (Europa)                          | Giulia passione Ballerina                   |
| 2008          | Imagine: Movie Star                                                          | Giulia passione Stella del Cinema           |
| 2008          | Imagine: Gymnast                                                             | Giulia passione Ginnastica                  |
| 2009          | Imagine: My RestaurantGourmet Chef: Cook Your Way to Fame (Stati Uniti)      | Giulia passione Chef                        |
| 2009          | Imagine: Fashion Party                                                       | ?                                           |
| 2009          | Imagine: Cheerleader                                                         | ?                                           |
| 2009          | Imagine: Ice Champions                                                       | ?                                           |
| 2009          | Imagine: Family Doctor                                                       | Giulia passione Dottoressa                  |
| 2009          | Imagine: Makeup Artist                                                       | ?                                           |
| 2009          | Imagine: Music Fest                                                          | ?                                           |
| 2009          | Imagine: Boutique Owner                                                      | Giulia passione Boutique                    |
| 2009          | Imagine: Soccer Captain                                                      | ?                                           |
| 2009          | Imagine: Teacher: Class TripImagine: Teacher: School Trip (Europa)           | Giulia passione Maestra in Gita Scolastica  |
| 2009          | Imagine: Detective                                                           | Giulia passione Avventure: Misteri a Scuola |
| 2009          | Imagine: Party Planner                                                       | Giulia passione Party da Sogno              |
| 2009          | Imagine: Salon StylistImagine Beauty Stylist (Europa)                        | Giulia passione Esperta di Bellezza         |
| 2009          | Imagine: ReporterImagine Journalist (Europa)                                 | Giulia passione Giornalista                 |
| 2009          | Imagine: Zookeeper                                                           | Giulia passione Veterinaria allo Zoo        |
| 2009          | Imagine: Artist                                                              | Giulia passione Pittrice                    |
| 2009          | Imagine: Fashion Designer World Tour                                         | ?                                           |
| 2009          | Imagine: Rescue Vet                                                          | Giulia passione Protezione Animali          |
| 2010          | Imagine: Babyz Fashion                                                       | ?                                           |
| 2010          | Imagine: Resort OwnerImagine Dream Resort (Europa)                           | Giulia passione Vacanze da Sogno            |
| 2010          | Imagine: Sweet 16Sweet 16 (Europa)                                           | ?                                           |
| 2011          | Imagine: Animal Doctor Care Center                                           | ?                                           |
| 2011          | Imagine: Fashion Stylist                                                     | ?                                           |
| 2011          | Imagine: Fashion Paradise                                                    | Giulia passione Paradiso della Moda         |
| 2012          | Imagine: Fashion Life                                                        | ?                                           |
| 2012          | Imagine: Babies 3D                                                           | Giulia passione Baby Sitter 3D              |
| 2012          | Imagine: Fashion World 3D                                                    | Giulia Passione Moda 3D                     |
| 2013          | Imagine: Championship Rider 3D                                               | ?                                           |